# トンマーゾ・ジョルダーニ
トンマーゾ・ジョルダーニ（Tommaso Giordani, 1730年 - 1806年2月23日）は、イタリア、ナポリ出身の作曲家。

## 経歴
イタリア、ナポリで生まれる。生涯のほとんどをロンドンで暮らし、多くの声楽曲や器楽曲を発表する。オペラ作曲家として以外にも、管弦楽組曲やチェンバロやフォルテピアノのための協奏曲やソナタも人気を博していた。その後、アイルランドにて没する。
歌曲『カーロ・ミオ・ベン』はトンマーゾによるイギリス時代の作品の一つである。